# L'Impossible
Pour les articles homonymes, voir Impossible (homonymie).
L'Impossible est un livre de Georges Bataille, paru en 1962 aux éditions de Minuit. Il s'agit de la seconde édition d'un texte paru en 1947 sous le titre Haine de la poésie. Il a été réédité  en 1971 et en 1990 dans le tome III des Œuvres complètes de Georges Bataille, établi par Thadée Klossowski, chez Gallimard. Il est accompagné dans ce  volume de Madame Edwarda, Le Bleu du ciel, Le Petit,  L'Archangélique, L'Abbé C., La Scissiparité, L'Être indifférencié n'est rien.

## Historique des publications
L'ouvrage est composé de trois textes : Histoire de rats, publié d'abord séparément avec des illustrations d'Alberto Giacometti en 1947 avec comme sous-titre Journal de Dianus, et Dianus L'Orestie, tous deux parus d'abord en plaquette en 1945.

Le mot Impossible est un mot-clef de Bataille qu'il explique ainsi dans la préface de l'édition de 1962 :

« Il y a quinze ans j'ai publié une première fois ce livre. Je lui donnai alors le titre : « La Haine de la poésie ». Il me semblait qu'à la poésie véritable accédait seule la haine. La poésie n'avait de sens puissant que dans la violence de la révolte. Mais la poésie n'atteint cette violence qu'évoquant l'Impossible.  À peu près personne ne comprit le sens du premier titre, c'est pourquoi je préfère à la fin parler de l'Impossible. Il est vrai, ce second titre est loin d'être plus clair. »

— Georges Bataille, L'Impossible (préface).

## Le texte
Le thème de ces écrits fragmentés est la recherche de l'impossible qui met en jeu l'érotisme et la mort,« La mort et le désir ont seuls l'outrance qui oppresse (...). L'outrance du désir et de la mort permet seule d'atteindre la vérité. » Il évoque l'angoisse  du narrateur pour la nudité de B., la nudité de E., l'angoisse de l'étreinte physique avec une jeune femme ou une autre. Comme dans L'Abbé C., Madame Edwarda ou Le Bleu du ciel, qui figurent dans le même tome III des Œuvres complètes, Bataille se livre à l'expérience de la transgression présentée dans L'Expérience intérieure (1943) , à laquelle ces fragments de textes sont comme une suite, transgression qu'il théorisera par la suite dans L'Érotisme (1957).